# Churáňov
Churáňov (také Churáňov-samoty) je šumavská osada a základní sídelní jednotka, která tvoří součást vesnice Zadov, patřící k obci Stachy v okrese Prachatice. Po osadě Bučina se jedná o druhou nejvýše položenou osadu v Jihočeském kraji (1090 m n. m.).
Churáňov vznikl jako dřevařská a sklářská osada v 1. polovině 18. století. Mezi nejcennější stavby patří chalupa čp. 14 „U Churáňů“ z roku 1746, patří k nejstarším dochovaným usedlostem na Šumavě.
Osada se nachází v nejvyšší poloze vesnice, přímo pod vrcholem Churáňovského vrchu, na samém konci silnice III/14514. Churáňov leží v CHKO Šumava. Osada je společně se Zadovem známá jako centrum zimních sportů, východiště lyžařských tras a konečná stanice lanové dráhy Zadov–Churáňov. Většina ubytovacích kapacit se však nachází níže na Zadově (mj. paradoxně i hotel Churáňov).
Sídlí zde také meteorologická stanice Českého hydrometeorologického ústavu 1. řádu, která byla založena v roce 1952. Okolím vede naučná stezka NP Šumava Churáňov. Na Churáňově se protínají modrá, zelená a žlutá turistická trasa KČT.